# Slåtter

Slåtter med lie i Schweiz under första världskriget.

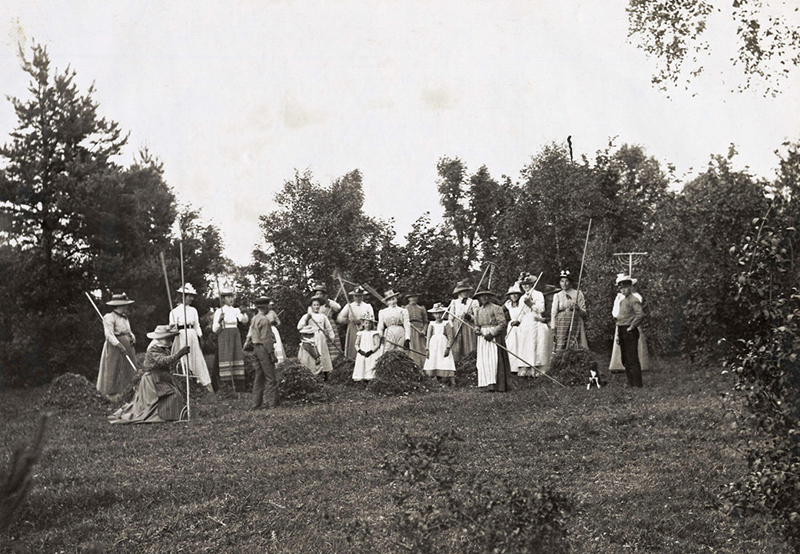
Slåtter på Gotland, 1900–1910.
Männen slår med lie, kvinnorna räfsar.

Slåtter eller vallskörd är avverkning av högt gräs, i avsikt att få hö till foder till nötkreatur, hästar och får. Det har historiskt gjorts med skära eller lie, numera med slåttermaskin.

## Teknik
För bönder och naturvårdare talar örterna slåtterblomma Parnassia palustris, L. alternativt slåtterfibbla Hypochoeris maculata L. eller slåttergubbe Arnica montana L. om att tiden för slåttern är inne.
Slåttern gjordes tidigare manuellt med lie eller skära, eller med slåttermaskin i ett mekaniserat jordbruk. Gräset låg sedan och torkade på plats, ofta uppsatt på hässja eller i volme, och blev hö. Hö kunde packas i balar eller köras löst (hölass) till lada för förvaring. I modern slåtter rullas det avverkade gräset till rundbalar som packas in i plast, antingen genast (ensilage) eller efter att det torkats på plats. Dessa rullar är samtidigt lagringsutrymme som kan förvaras utomhus och behovet av särskild lada minskar.

## Varianter

### Hackslått
Slåtter med lie eller skära på stenig mark, åkerkanter och dikesrenar kallas hackslått. Hackslått med lie kräver en anpassad teknik som kan liknas vid att man hackar sig fram, därav namnet. Förr var det viktigt att allt gräs, även på svåra ställen, togs tillvara men eftersom hackslåttern är mycket arbetskrävande utförs den numera sällan. Hackslåttern hade även funktionen att hindra sly att växa till i diken m m.

### Myrslåtter
Huvudartikel: Myrslåtter
Slåtter på myrar, vanligen starr och fräken, varvid man kunde använda myrskidor för ökad bärighet på det blöta underlaget.